# Robert Christgau
Robert Christgau (New York, 18 april 1942) is een Amerikaans essayist, muziekjournalist, en zelfuitgeroepen "Dean of American Rock Critics" (Decaan der Amerikaanse Rockcritici).
Christgau is een van de eerste professionele rockcritici en staat bekend om zijn korte recensies, sinds 1969 gepubliceerd in zijn column Consumer Guide. Hij heeft 37 jaar bij The Village Voice gewerkt, waar hij de jaarlijkse peiling Pazz & Jop creëerde. 